# Sullivan and Son
Sullivan and Son est une série télévisée américaine en 33 épisodes de 22 minutes créée par Steve Byrne et Rob Long, et diffusée entre le 19 juillet 2012 et le 9 septembre 2014 sur la chaîne TBS.
La série est inédite dans tous les pays francophones.

## Synopsis
Steve Sullivan, un avocat d'affaires de New York rend visite à ses parents dans le bar familial Sullivan and Son à Pittsburgh. À l'occasion du 60e anniversaire de son père, il apprend que son père irlando-américain, Jack Sullivan, et sa mère coréenne, Ok Cha, se préparent à vendre l'entreprise familiale multi-générationnelle. À leur grande surprise, il décide de rester et de reprendre le bar. 
C'est ainsi que commence la quête de Steve pour une vie plus significative et enrichissante derrière le bar.

## Distribution

### Acteurs principaux
- Steve Byrne (en) : Steve Sullivan
- Dan Lauria : Jack Sullivan
- Jodi Long : Ok Cha Sullivan
- Owen Benjamin (en) : Owen Walsh
- Brian Doyle-Murray : Hank Murphy
- Christine Ebersole : Carol Walsh
- Vivian Bang (en) : Susan Sullivan
- Valerie Azlynn (en) : Melanie Sutton
- Roy Wood, Jr. (en) : Roy
- Ahmed Ahmed (en) : Ahmed Nassar

### Acteurs récurrents
- Brian Scolaro (en) : Doug
- Jesus Trejo : Javier
- Billy Gardell : Lyle Winkler

### Invités
- Chris D'Elia (en) : Ryan Capps
- Will Sasso : Robert Sherman
- Kerri Kenney-Silver : Jo
- Kunal Nayyar : Neal (saisons 2 et 3)
- Ken Jeong : Jason (saisons 2 et 3)
- Ryan Miller : lui-même (saison 2, épisode 4)
- Brad Keselowski : lui-même (saison 2, épisode 5)
- Pat Sajak (en) : lui-même (saison 2, épisode 6)

## Épisodes

### Première saison (2012)
1. Pilot: Last, Best & Final
2. The Bribe
3. The Bar Birthday
4. Who’s Your Daddy
5. The Punch
6. Creepy Love Songs
7. The Fifth Musketeer
8. How Carol Got Her Groove Back
9. The Prodigal Sister
10. Hank Speech

### Deuxième saison (2013)
Le 4 septembre 2012, une deuxième saison de dix épisodes a été commandée, diffusée depuis le 13 juin 2013.
1. The Pilot, One More Time
2. Acceptance
3. Ladies Night
4. Winning is Everything
5. Rumspringa
6. Hank Hallucinates
7. Running Mates
8. Personal Injury
9. Over the Edge
10. Reunited

### Troisième saison (2014)
Le 20 août 2013, la série a été renouvelée pour une troisième saison de treize épisodes diffusée à partir du 24 juin 2014.
1. The Big O
2. Everybody Loved Frank
3. About a Boy, His Mother, and the Man They're Dating
4. Sexual Healing
5. Luck of the Half-Irish
6. Lyle & Son
7. Open Mic Night
8. Hank Goes Black
9. OwenBrau
10. Monkey Plate
11. Sullivan's Travels
12. A Kiss Is Never Just a Kiss
13. You, Me, and Gary

## Commentaire
Le 20 novembre 2014, la série est annulée.